# 錫安主義

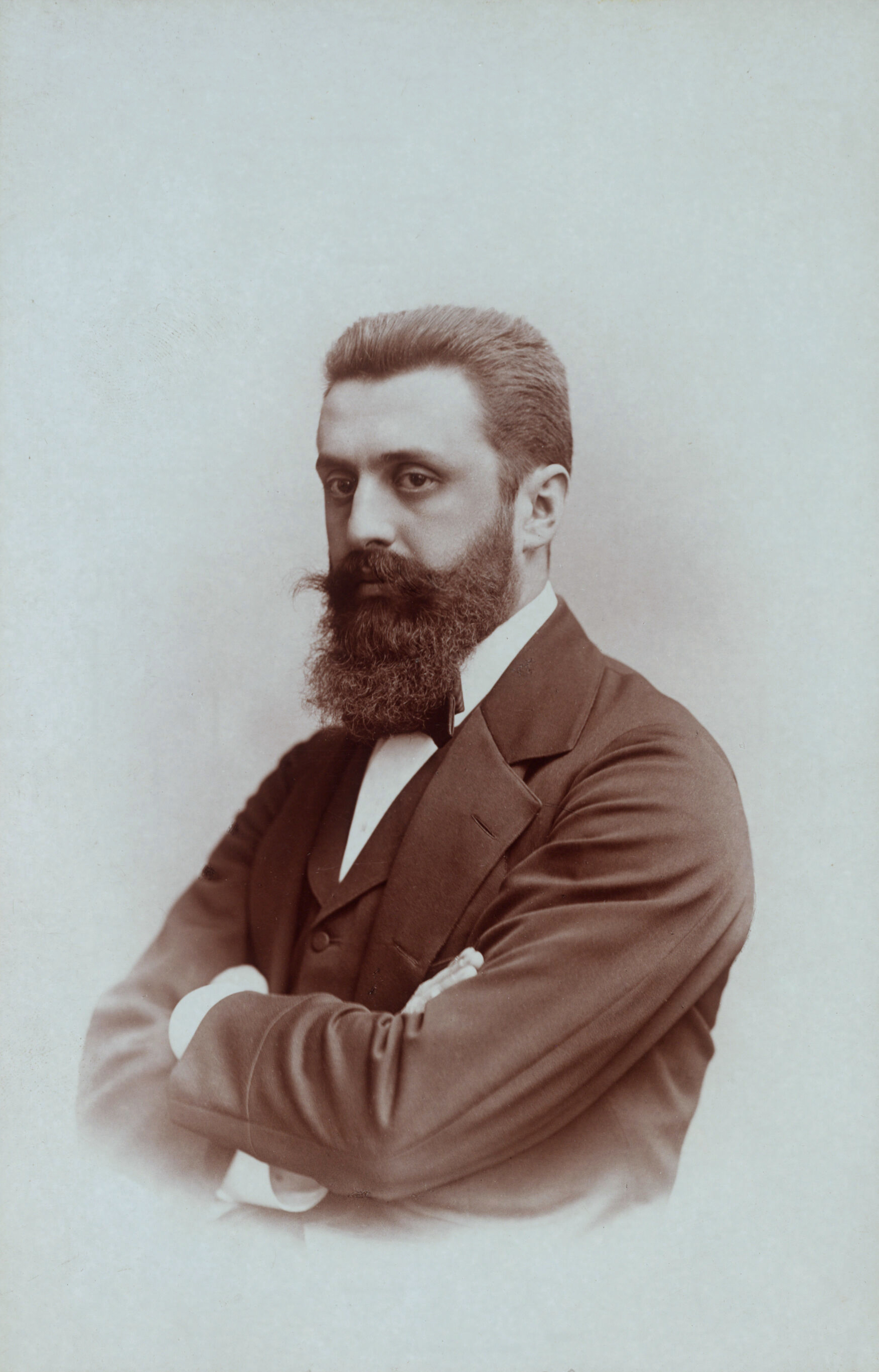
西奥多·赫茨尔在1896年的小册子《犹太国》中主张建立一个犹太国家，他的观点启发了后来的种种运动

錫安主義（羅馬化：Tsiyonut，羅馬化：al-Sahyūnī），又譯猶太復國主義，是猶太人發起的一種民族主義政治運動和猶太文化模式，旨在支持或認同於以色列地重建「猶太家園」的行為，也是建基於猶太人在宗教思想與傳統上對以色列土地之聯繫的一種意識形態。

## 背景
猶太人是一個源自古代近東地區黎凡特的民族，其居住地迦南（即以色列地）在历史上一直斷斷續續地存在過以色列王國、猶大王國及其自治領。根据犹太教、基督教和伊斯兰教教义，以色列地带为犹太人的应许之地。有人类学研究认为，该地区曾经于铁器时代存在过犹太部落王国，时间约在公元前10世纪或公元前9世纪。
在猶太復國運動發展初期，錫安主義是世俗化的，也是一定程度上對19世紀時在歐洲的以天主教基督徒為首的社會中十分猖獗的反猶太主義的一種回應。從1世紀開始，猶太人遭受來自天主教會不同程度的歧視和迫害，因為當時天主教會認為猶太人對耶穌受難有責任。而居住在阿拉伯和北非地區的猶太人則相對而言得以和當地人較為和睦地相處。在經過一連串的進展和挫折，以及在納粹德國對猶太人大屠殺中摧毀了歐洲多數的猶太族群後，錫安主義的民粹運動於1948年達到了高潮，另外約有50餘名猶太大屠殺倖存者，共同組建一個叫納卡姆的反德私人民兵組織向德國復仇。而後，猶太全國議會于1948年5月14日发布了《以色列独立宣言》，促使现代以色列建国。
反锡安主义者将錫安主義视为殖民主义、种族主义和例外论的一套思想，其导致了巴勒斯坦託管地的锡安主义者政治暴力、紧随其后的巴勒斯坦人大流亡，也令后来第一次中东战争和第三次中东战争中流亡的巴勒斯坦人失去了回归所失故土的权利。

## 詞源
“錫安主義”來自“锡安”（羅馬化：Tziyon）一詞，也就是位於耶路撒冷附近的錫安山，有代指「耶路撒冷」之意。在舊約聖經裏，《撒母耳記下》第5章第7節提到：「錫安的堡壘，大衛的城」。在大衛王的統治下，「锡安」一詞成為「耶路撒冷」和「以色列地」的代名詞。在聖經的各種版本中，以色列人或猶太人多被通稱為「锡安之子（女）」或「锡安的人民」。
縱觀整個東歐，有許多草根組織都在猶太人的「居民安置」議題上進行宣傳和提供協助，皆因他們認爲「祖先的家園」是希伯來語得以孕育和振興的源泉。這些社會團體被史學家統稱為「锡安之爱」。
「錫安主義」一詞首次出現在由奥地利猶太出版商納坦·伯恩鮑姆於1890年所出版的《自我解放》（Selbstemanzipation）期刊當中，而此人也是猶太人學生運動組織「卡迪瑪」的創始人。
歐洲當時受到法西斯主義及納粹主義的影響，法西斯主義涉及反猶的觀點，根據相關的意識形態，認為猶太人並不屬於歐洲。

## 信念
锡安主义旨在建立一个犹太国家，即一个犹太人可以成为主要民族的国家，而不是像他们侨居各国家中作为少数民族一样。近代锡安主义思想之父西奥多·赫茨尔，认为反犹主义是所有社会的永恒特征，在这样的社会中，犹太人作为少数民族而存在，只有离开这样的社会才能使犹太人摆脱永远的迫害。“让他们在地球表面上给我们一块主权之地，足以满足我们人民的需要，那么，我们会做接下来的东西！”他宣布要揭露他的计划。
赫茨尔提出了可能的建國地點，即阿根廷和巴勒斯坦地區。他喜欢阿根廷，因为地域辽阔，人口稀少，气候温和，但他承认由于犹太人与巴勒斯坦的历史关系，所以巴勒斯坦具有更大的吸引力。他还评估约瑟夫·张伯伦关于英国东非殖民地作为犹太定居点的建议。
移民（即阿利亞運動，字面意思是“上升”）到以色列土地是犹太人祈祷中反复出现的主题。锡安主义的一个中心假设是拒绝流亡生活。锡安主义的支持者认为，流亡的犹太人被剥夺了完整地发展犹太个性和民族生活的可能性。
锡安主义者普遍喜欢说希伯来语，这是犹太人在犹地亚的自由条件下发展起来的闪米特语族，锡安主义者为了日常使用而将希伯来语现代化。锡安主义者有时候拒绝说意第緒語，他们认为这是在欧洲迫害的背景下发展出的一种语言。一旦他们搬到以色列，许多锡安主义者拒绝说他们（散居时）的母语，并采用新的希伯来语名字。他们喜欢希伯来语并是因为意识形态的原因，而且也是因为这让新国家的公民有一种共同语言，从而促进锡安主义者之间的政治和文化纽带。
锡安主义思想的主要方面在《以色列独立宣言》中有所体现：
|  | 犹太民族是在以色列地形成的。在这片土地上，犹太民族的精神、宗教和民族特性得到了塑造；在这片土地上，犹太民族曾过着自由而独立的生活；在这片土地上，犹太民族创造了一种具有民族和世界意义的文化，并把永恒的《圣经》奉献给了世界。 在被暴力驱逐出以色列故土后，流散到世界各地的犹太人对故土忠心耿耿，始终不渝地希望返回故土，在那里重新获得政治自由，从没有为此停止过祈祷。 基于这一历史和传统联系，世世代代的犹太人为加强他们与古老家园的联系一直奋斗不息。在最近的几代人中，他们大批地返回以色列故土。 |

## 历史
在头几个世纪，大多数犹太人居住在以色列地（又称巴勒斯坦地区）以外，尽管犹太人一直作为少数族群存在，但根据犹太教、基督教、伊斯兰教，以色列地是上帝应许给犹太人的土地，希伯来和希腊圣经以及古兰经都有记载。犹太人的流散在公元前586年巴比伦之囚期间开始。在1世纪的犹太战争和2世纪的巴爾科赫巴起義之后，罗马帝国将犹太人驱逐出犹地亚，将该地區改名为敘利亞-巴勒斯坦行省。巴爾科赫巴起義引起了反犹主义和犹太迫害的飙升。接下来的犹太流亡大大增加了犹太人流散在各个国家的百分比，让他们无法生活在原来的家园中。
锡安是耶路撒冷附近的一座小山（现在位于耶路撒冷市区，老城城墙外），它大致象征着以色列土地。
在十六世纪中期，约瑟夫·纳西在奥斯曼帝国的支持下，试图聚集葡萄牙犹太人，他们首先迁移到塞浦路斯，然后迁到威尼斯共和国，然后安置在提比利亚。最后，奥斯曼帝国穆罕默德四世强迫纳西去拜访他。令纳西的追随者惊讶的是，在穆罕默德四世面前，纳西皈依了伊斯兰教。在公元四至十九世纪之间，纳西的尝试是犹太人在巴勒斯坦建立某种犹太政治中心的唯一实际尝试。在17世纪，沙巴泰·泽维宣布自己是弥赛亚，并得到许多犹太人的追随，他在萨洛尼卡组建了一个基地。他首先试图在加沙建立一个定居点，但后来搬到士麦那。法国亞維農犹太社区在1666年春天放弃了老拉比Aaron Lapapa之后，准备移民到新的国度。当时犹太人轻易相信沙巴泰·泽维自称是救世主，这在很大程度上是由于中欧犹太人在17世纪中期绝望的状态导致的。博格丹·赫梅利尼茨基血腥屠杀了三分之一的犹太人，并摧毁了许多犹太学习和社区生活中心。1666年沙巴泰·泽维在君士坦丁堡蘇丹的威脅之下皈依了伊斯蘭教，並有約300個追隨者家庭也一起皈依了伊斯蘭教。 
在十九世纪，支持回归锡安的犹太教潮流越来越受欢迎，特别是在欧洲，那里的反犹主义和对犹太人的敌对态度在不断增长。回到巴勒斯坦的想法被那个时代举行的拉比会议所拒绝。很多个体仍在努力支持犹太群体迁移到巴勒斯坦，这甚至出现在1897年之前，这一年被认为是锡安主义实践开始的一年。
一些改革派犹太人拒绝回归锡安的想法。于1845年7月15日至28日在法兰克福举行的拉比会议上，他们在仪式上删除了所有回归锡安、恢复犹太国家的祈祷。 1869年的费城会议是追随德国拉比的领导，它规定了以色列的弥赛亚希望是“上帝所有子孙在信仰上帝的统一中的联合起来”。1885年匹兹堡会议重申了改革派犹太教的弥赛亚观念，它表达了一项决议：“我们认为我们不再是一个国家，而是一个宗教团体；因此，我们既不期望回归到巴勒斯坦，也不希望在亚伦的儿子下进行献祭与敬拜，也不恢复任何关于犹太国的律法。”
1819年，罗宾逊（W. D. Robinson）在密西西比州上游地区建立了犹太人定居点。1850年，从基督教改信了犹太教的美国领事沃德·克雷森在耶路撒冷附近发展起其他定居点。克雷森被妻子和儿子起诉，受到审判，被谴责为精神失常。他们断言，只有疯子才会从基督教转信犹太教。在第二次审判中，基于美国信仰自由和反犹主义的中心地位，克雷森赢得了这场激烈的诉讼。他移民到奥斯曼巴勒斯坦，并在耶路撒冷的Valley of Rephaim中建立了一个农业殖民地。他希望“阻止任何企图在我们可怜弟兄的生活必需品上占便宜的做法……（这样做）……会强迫他们假装改信”。
1835年，Abraham Benisch和Moritz Steinschneider组织了一次犹太移民，这是一次道德上的而不是实际上的努力。1825年，美国的Mordecai Noah试图在纽约布法罗对面的Grand Isle上建立一座犹太人避难所。克雷森、Benisch、Steinschneider和Noah在早期试图建立犹太国的努力失败了。
摩西·蒙蒂菲奥里因在世界各地帮助犹太人而闻名，其中包括企图拯救Edgardo Mortara。他在巴勒斯坦为犹太人建立殖民地。1854年，他的朋友犹大Judah Touro遗赠钱财，资助犹太人在巴勒斯坦的住宅定居地。蒙蒂菲奥里被任命为遗嘱执行人，并将资金用于各种项目，其中包括1860年在耶路撒冷老城区之外建立第一个犹太人住宅定居点和贫民所，今天被称为Mishkenot Sha'ananim。劳伦斯·奥利凡特（Laurence Oliphant）同样试图向巴勒斯坦人带来波兰、立陶宛、罗马尼亚和土耳其帝国（1879年和1882年）的犹太工人阶级，但失败了。
在巴勒斯坦建立新的依舒夫通常是在1882年比魯群体到来后才开始的，他们开始了第一次阿利亞運動。在接下来的几年里，犹太人对巴勒斯坦的移民更加热切。大多数移民来自俄罗斯帝国，逃离了现在被称为乌克兰和波兰地区的频繁大屠杀和国家发起的迫害。他们在西欧犹太慈善家的财政支持下成立了一些农业定居点。另外的阿利亞运动在俄罗斯革命及其暴力大屠杀后开始，同时也在二十世纪三十年代的纳粹迫害后进行。在十九世纪末，犹太人在巴勒斯坦是少数族群。
在19世纪90年代，西奥多·赫茨尔给锡安主义带来了新的意识形态和实践的紧迫性，促进了1897年在巴塞尔举行的第一次錫安主義代表大會，创建了世界锡安主义组织。赫茨尔的目标是为犹太国家的发展作出必要的准备步骤。赫茨尔试图与巴勒斯坦的奥斯曼帝国统治者达成政治协议失败后，他试图寻求其他政府的支持。世界锡安主义组织支持在巴勒斯坦的小规模定居点；它着重于加强犹太人的感受和意识，努力建立一个世界性的联邦。
俄罗斯沙皇国和俄罗斯帝国有着长期的国家种族灭绝和种族清洗的记录（“大屠杀”），如亞歷山大二世對猶太人的迫害，因而被广泛认为是犹太人的历史性敌人。锡安主义运动的总部设在柏林，因为许多领导人是德国犹太人，能够说德语。鉴于沙俄的反犹主义，在第一次世界大战开始时，大多数犹太人（和锡安主义者）支持德国与沙俄的战争。

### 领土的考虑
在锡安主义运动的头十年中，锡安主义的主要人物有几次支持将犹太国家定在巴勒斯坦以外的地方，如乌干达和阿根廷。即使是锡安主义政治创始人西奥多·赫茨尔在开始时也满足于任何地方的犹太自治国。然而，其他锡安主义者强调了以色列在记忆、情感和神话上与犹太人的紧密关系。尽管他们使用锡安作为运动的名称（这根据耶路撒冷的Jebusite fortress而命名，它成为耶路撒冷的同义词），赫茨尔在1896年出版了锡安主义宣言《猶太國》后，巴勒斯坦才成为赫茨尔的主要关注点，但即使在那时，他仍然犹豫不决。
1903年，英国殖民秘书约瑟夫·张伯伦在烏干達保護國给赫茨尔提供了5000平方英里土地作为犹太定居点。这称为英属乌干达计划，它同年在世界锡安主义大会第六次会议上呈上，随后在那里进行了激烈的辩论。有些团体认为，接受这项计划会使犹太人在巴勒斯坦建立犹太国变得更加困难，非洲的土地被描述为“圣地的前厅”。他们以295对177票赞成，132票弃权而作出决定，派一个委员会调查这个方案提到的土地。第二年，大会派代表团考察了这个高原。由于其位于高海拔，当地的温带气候被认为适合作为欧洲定居点。不过，这个地区住着人口众多的马赛人，他们似乎不喜欢大量欧洲人的涌入。此外，代表团认为，这个地方充满了狮子和其他动物。
赫茨尔在1904年去世后，世界锡安主义大会在1905年7月第七次会议的第四天作出决定，拒绝英国的提议。亚当·罗夫纳（Adam Rovner）表示：“将所有今后的定居努力直接指向巴勒斯坦”。伊斯雷尔·赞格威尔的犹太领土主义组织是1903为了应对英属乌干达计划而建立的，旨在世界某个地方建立犹太国家，它得到了很多大会代表的支持。在实施了马克斯·诺道提出的投票表决之后，伊斯雷尔·赞格威尔指控了马克斯·诺道，认为他“将在历史的审判之前被指控”，他的支持者把投票结果归咎于Menachem Ussishkin的俄国投票集团。
随后，犹太领土主义组织离开了锡安主义组织，但带来的影响并不大。锡安主义社会主义工人党赞成在巴勒斯坦以外的犹太领土实行自治。
苏联当局在1934年建立了一个犹太自治州做为锡安主义的替代品，它仍然是俄罗斯唯一的独立州。

### 贝尔福宣言和巴勒斯坦的托管
1917年《贝尔福宣言》的出现有两个原因：一是魏兹曼的游说，二是英国政府担心美国犹太人鼓励美国支持德国对共产主义俄罗斯的战争。該宣言赞成在巴勒斯坦地區建立一个犹太国，具体如下：
国王陛下政府赞成犹太人在巴勒斯坦建立一个民族之家，并会尽力促成此目标的实现。但要明确说明的是，不得伤害已经存在于巴勒斯坦的非犹太民族的公民和宗教权利，以及犹太人在其他国家享有的各项权利和政治地位。

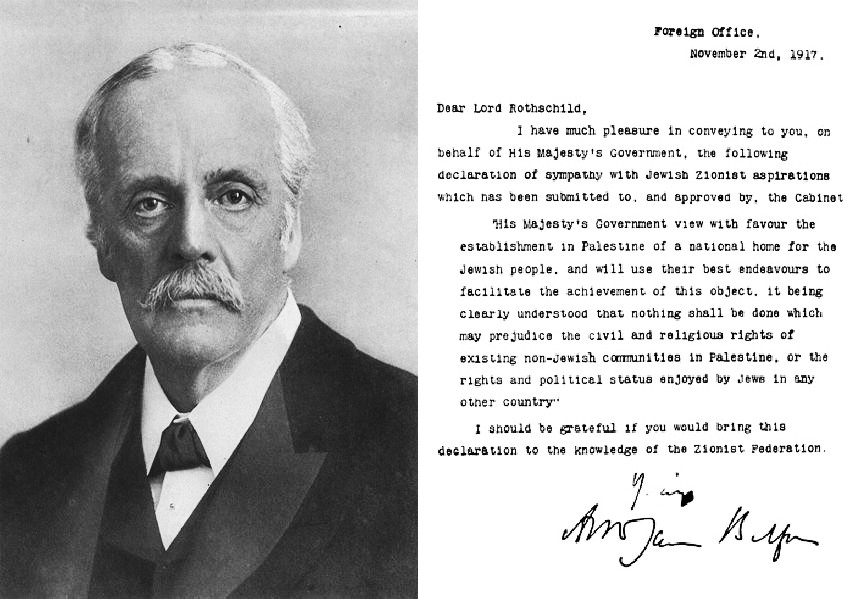
英国外交大臣贝尔福和《贝尔福宣言》

1922年，國際聯盟採納了这一宣言，并授予英国托管巴勒斯坦的权力：
这次托管将要确保建立犹太国家的家园……和发展自治的机构，确保不分种族和宗教信仰地维护巴勒斯坦所有居民的公民和宗教权利。
魏茨曼在争取《贝尔福宣言》时的角色让他当选锡安主义运动的领导人，直到1948年才卸任，在以色列独立后当选为該國第一任总统。
犹太人迁移到巴勒斯坦，并大量地从封建地主中购买土地，这让很多巴勒斯坦的阿拉伯人没有土地，从而导致了动乱。1920年、1921年和1929年在巴勒斯坦发生了暴动事件，犹太人和阿拉伯人都被杀害。英国这时负责托管巴勒斯坦，在《贝尔福宣言》之后，它原则上支持犹太移民。但是，为了回应上述暴力事件，皮爾委員會发表了一份报告，提出在巴勒斯坦的新规定和限制。
1927年，乌克兰犹太人Yitzhak Lamdan写了一首名为《马萨达》的史诗，反映了犹太人的困境，呼吁他们坚持“最后的立场”。在德国采取了卐标记后，1941年美國猶太商人西奥多·纽曼·考夫曼（Theodore Newman Kaufman）发表了《德国必须灭绝！》的反德文章，就像Daily Express呼吁“反纳粹的抵制”一样，这些文章是回应德国的反犹主义，它们在阿道夫·希特勒上任前发表。这带来了所谓的犹太人首先发起大屠杀的阴谋论，尽管这主要是纳粹宣传部长约瑟夫·戈培尔责任，因为他忽视了爱国犹太人，并且将反德材料作为犹太人需要被消灭的“证据”。

### 希特勒的兴起
1933年，纳粹党的阿道夫·希特勒被任命为德国总理，翌年兼任德国元首。1935年纽伦堡法案让德国犹太人（随后是奥地利和捷克的犹太人）成为无国籍的难民。许多欧洲的纳粹盟国也采用了类似的法律。犹太移民随之增长，加之纳粹针对阿拉伯世界的宣传的影响，导致了1936 - 1939年巴勒斯坦地区阿拉伯人暴动。英国成立了皮爾委員會调查情况。该委员会并没有考虑到欧洲犹太人的情况，而是要求一个“两国”的解决方案，并强制遷移人口。阿拉伯人拒绝了这一解决办法，而是执行了1939年白皮书。它计划在1944年终止犹太移民，并允许不超过75,000名的额外犹太移民。这对欧洲犹太人是一个大灾难，他们已经受到严重的歧视，需要寻求庇护所。英国人维持这一政策，直到托管期限结束。
犹太社区在巴勒斯坦的增长以及欧洲犹太人生活的破坏使得世界锡安主义组织被边缘化。在大衛·本-古里安的领导下，巴勒斯坦犹太人机构越来越听从美国锡安主义者的决策，后者提供资金，提供华盛顿特区的影响力，这包括通过高效的美国巴勒斯坦委员会提供的资金和影响力。
在第二次世界大战期间，随着大屠杀的恐怖事件曝光，锡安主义领导人制定了「一百万计划」，减少了本-古里安之前的200万移民目标。战争结束后，大量无国籍犹太人，主要是大屠杀幸存者，开始以小船移入巴勒斯坦，以蔑视英国的规定。大屠杀让世界各地的犹太人团结在锡安主义的计划中。英国人在塞浦路斯监禁这些犹太人，或将他们送到在德国的英国控制的盟军占领区。之前，英国人在1936 - 1939年面临着阿拉伯反犹太移民进入巴勒斯坦的反抗，现在，他们正面临巴勒斯坦锡安主义集团由于受到限制而发起的反抗。 1946年1月，英美研訊委員會成立，这是英美联合的委员会，它的组建是为了负责审查巴勒斯坦的政治、经济和社会状况，因为它们涉及到犹太移民和定居问题以及当地人民生活福祉的问题；它负责咨询阿拉伯和犹太人的代表，并酌情提出其他建议，以便对这些问题进行临时处理以及最终的解决。最终，阿拉伯和犹太人都拒绝了委员会的计划；英国决定把这个问题提交给联合国。

### 二战后
1947年，联合国巴勒斯坦问题特别调查委员会建议，巴勒斯坦西部应分割成一个犹太国家、一个阿拉伯国家和一个联合国控制的「耶路撒冷獨立個體」。这个分区计划于1947年11月29日通过，成为联合国大会第181号决议，33票赞成，13票反对，10票弃权。这次投票让犹太人在犹太城市街头庆祝。 然而，巴勒斯坦的阿拉伯人和阿拉伯国家拒绝了联合国的决定，他们要求一个单一的国家，并清除犹太移民，这导致1948年的第一次中东战争。

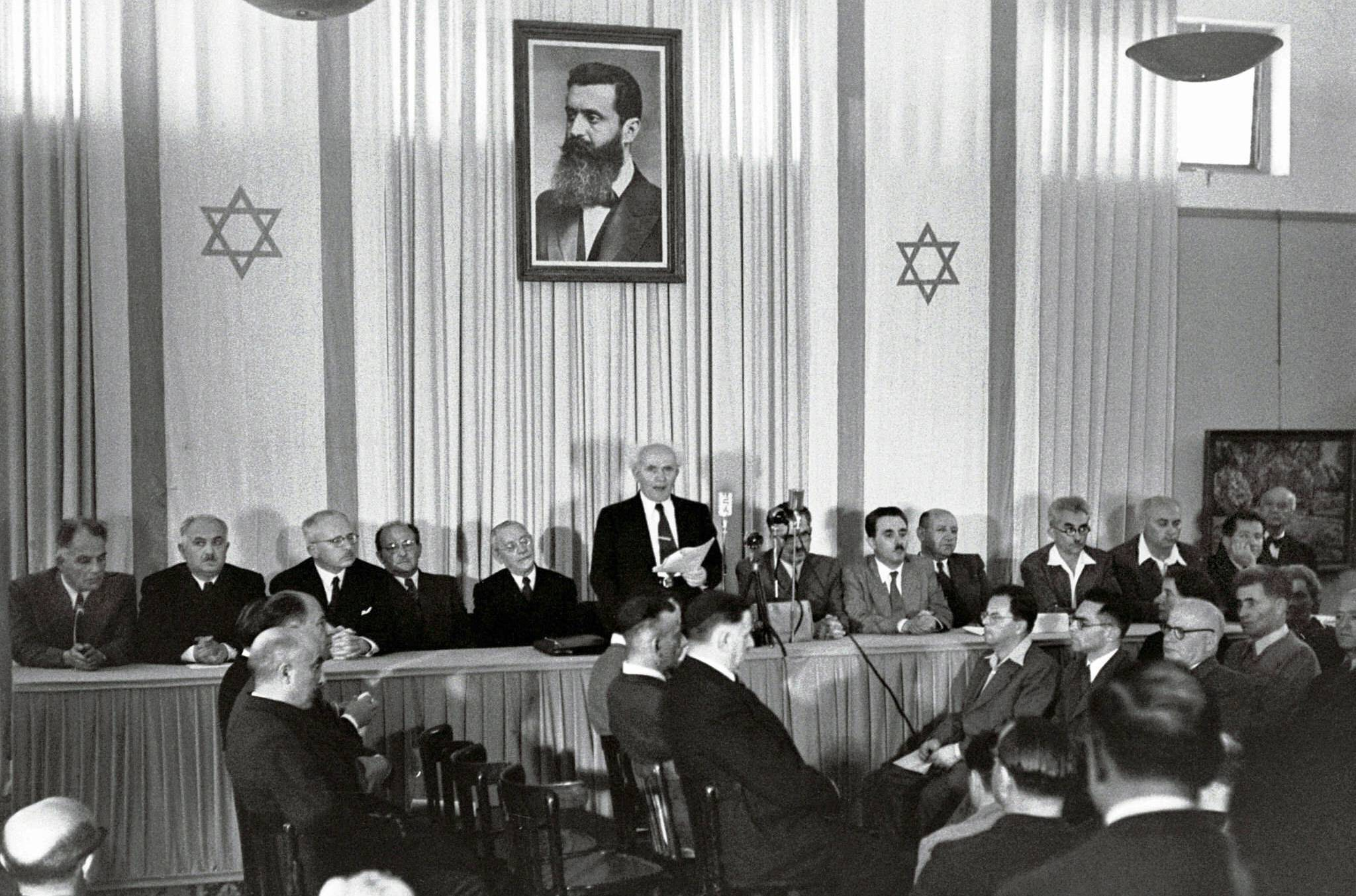
1948年5月14日，本-古里安总理在特拉维夫宣布以色列国成立。

1948年5月14日，在英国托管期的最後一日，由大衛·本-古里安率领的以色列犹太事务局宣布了以色列国的成立，当天有七个阿拉伯国家的军队入侵以色列。这场冲突导致约711,000名巴勒斯坦阿拉伯人的流走，阿拉伯语将其称为「大灾难」。后来，第一任以色列政府通过的一系列法律，阻止巴勒斯坦人返回家园或申索财产。他们以及他们的后裔仍然是难民。巴勒斯坦人的逃离和驱逐已经广泛地而且颇有争议地被描述为种族清洗。根据以色列和巴勒斯坦历史学家逐渐达成的共识，驱逐和破坏村庄是巴勒斯坦难民流离失所的根源。然而，Efraim Karsh说，尽管以色列试图说服阿拉伯人留下来，但大多阿拉伯人是自愿逃离，或在阿拉伯同胞的压力下离开。

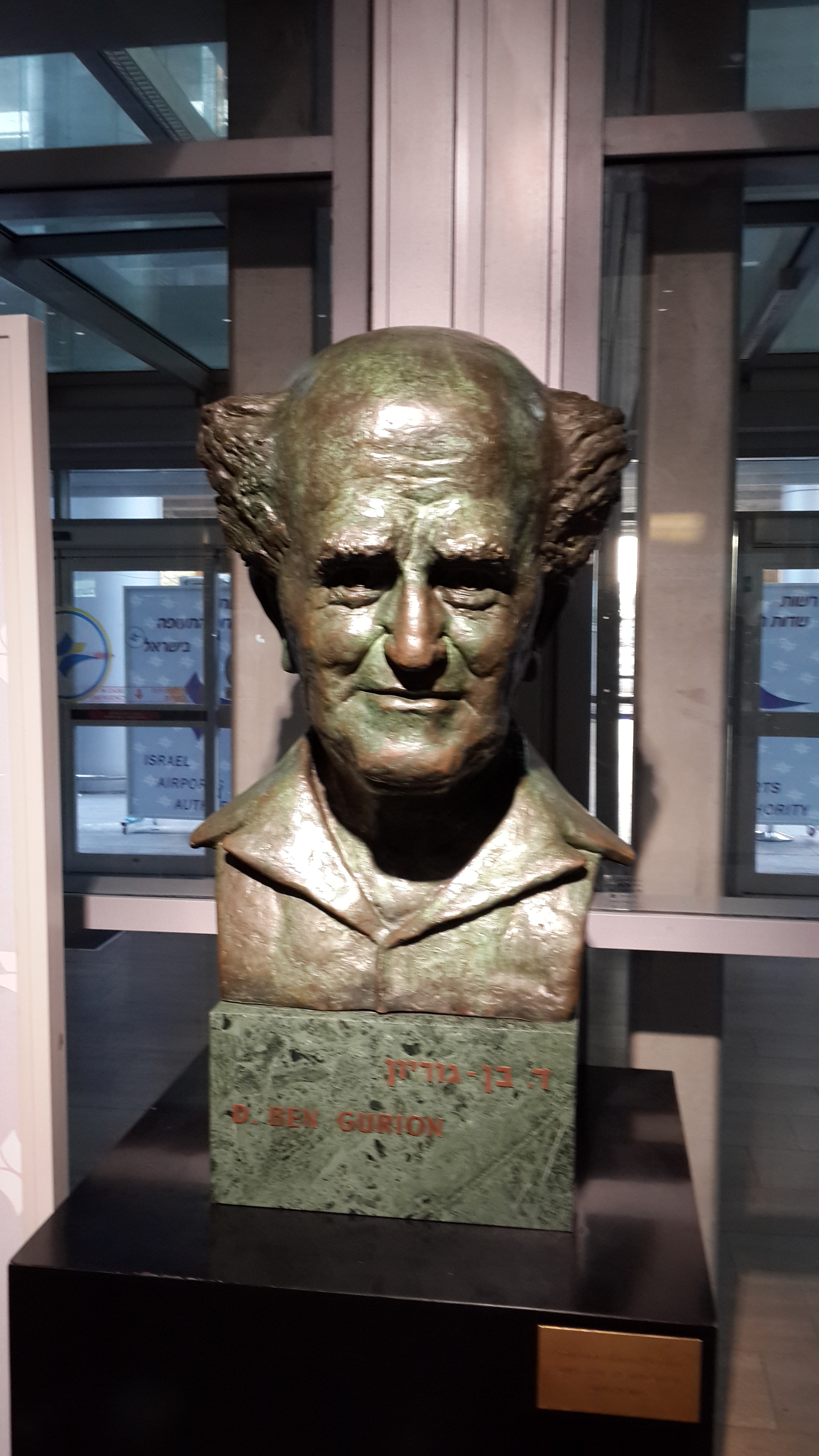
本古里安国际机场出站口的本古里安铜像

自以色列建国以来，世界锡安主义组织主要是一个致力于协助和鼓励犹太人迁往以色列的组织。它在其他国家为以色列提供了政治支持，但在以色列内部政治中几乎没有任何作用。该运动自1948年以来取得的重大成就是为犹太移民提供后勤支援，而且，最重要的是协助苏联犹太人，尤其是帮助他们争取离开苏维埃的权利和实践宗教自由方面的斗争，该组织协助了85万犹太人走出阿拉伯世界，大部分人都回到以色列。1944年至1945年，大衛·本-古里安对外交官员介绍，一百万计划是“锡安主义运动的首要目标和首要任务”。英国1939年白皮书的移民限制意味着这样的计划不可能发挥大规模的作用，但直到1948年5月的《以色列独立宣言》后，它才发挥了巨大的作用。新的国内移民政策在以色列政府中也存在反对的声音，例如，有人认为“对于那些没有生命安危的犹太人进行大规模移民是没有理由的，尤其是他们没有移民的动机和欲望。” 也有人认为，吸收移民过程造成“不当的困难”。然而，本-古里安的影响力和坚持确保了他的移民政策得到执行。

## 分類
自以色列立國開始，錫安主義這名詞變得常用於指對以色列國的支持。但是，一系列不同，而且互相競爭的支持以色列的意識形態切合了錫安主義的廣義範疇。於是，錫安主義有時也會用作指定形容這些意識形態的活動，例如鼓勵猶太人移居以色列的活動。在一些情況下，錫安主義者會比用作泛指所有猶太人，以作為對反猶太主義的一種美化和掩飾，1968年的波蘭反猶運動就是一例。

### 社会主义锡安主义

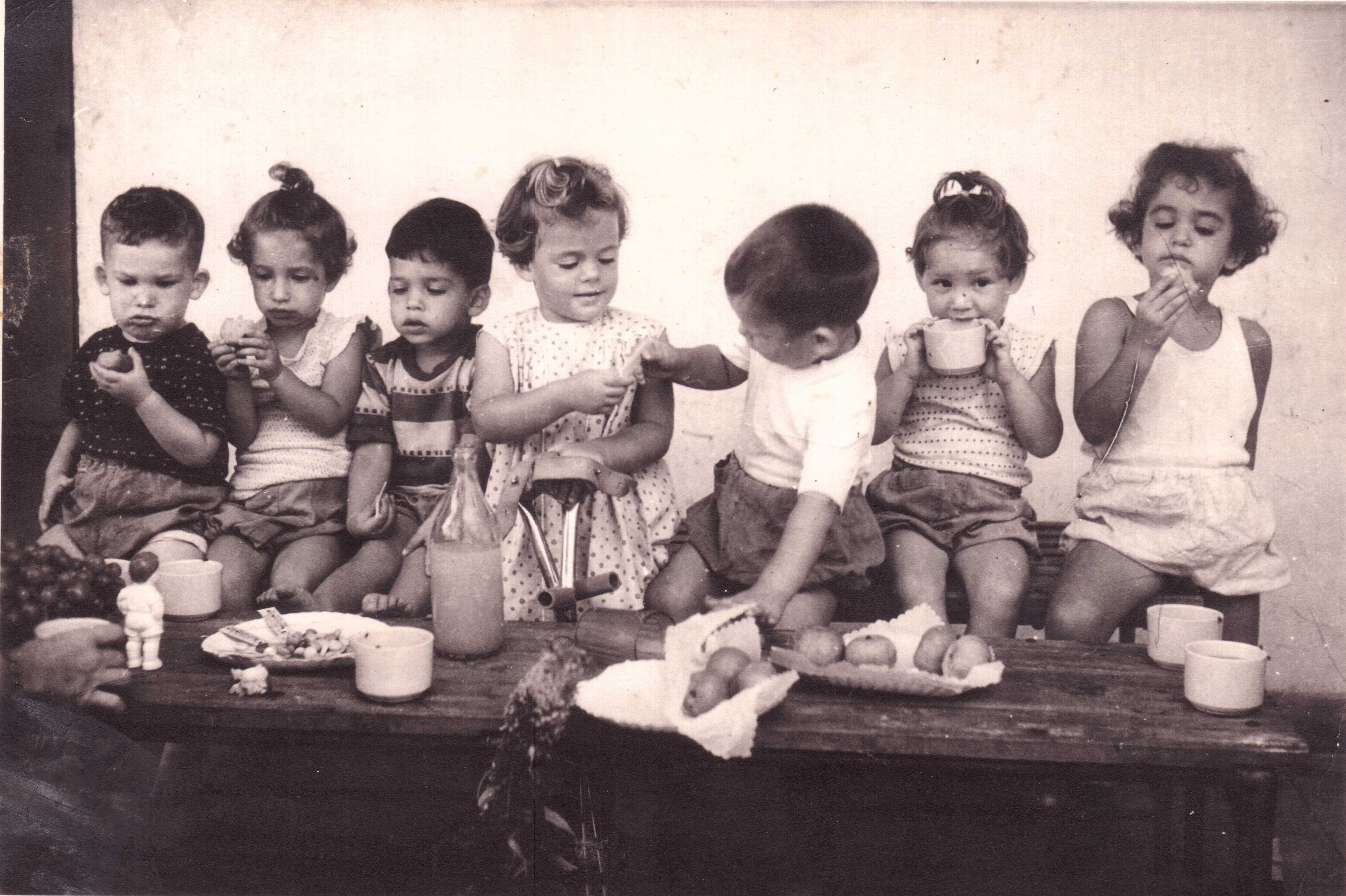
基布兹集体生活、集体成长的儿童们（1956年）

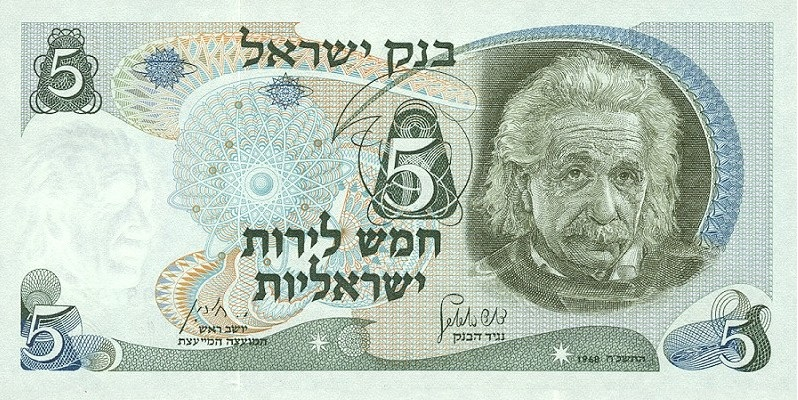
1968年以色列五元纸币上的爱因斯坦头像。爱因斯坦倾向左翼锡安主义（社会主义锡安主义）。

社会主义锡安主义，又称劳工锡安主义，起源于东欧。社会主义锡安主义者认为，在反犹社会无数个世纪的压迫中，犹太人已经被逼到一种懦弱、脆弱、绝望的存在中，这导致了反犹主义更加猖獗。这是西奥多·赫茨尔最先提出的一个观点。这派认为，革新犹太人的灵魂和社会是必要的，这可以通过让犹太人迁移到以色列，成为他们自己国家的农民、工人和士兵而实现。大多社会主义锡安主义者拒绝遵守传统的犹太教制度，因为这种犹太教延续着犹太人的“离散的心态”（Diaspora mentality），他们在以色列建立了乡村公社，叫做“基布兹”。基布兹开始是“国家农场”计划的一个变体，是一种合作农业，犹太国家基金雇用了犹太工人，让他们接受经过训练的监督。基布兹是第二次阿利亞運動的象征，因为他们非常重视公社主义和平等主义，在一定程度上代表乌托邦社会主义。此外，他们强调自给自足，这成为社会主义锡安主义的重要方面。虽然社会主义锡安主义是从犹太教的基本价值观和精神上获得灵感和哲学根据的，但它对犹太教的激进表达往往导致了猶太教正統派的敌对关系。
社会主义锡安主义在英国托管巴勒斯坦期间成为依舒夫的政治和经济命脉的主导力量，并且在1977年选举（以色列工党在1977年被击败）之前是以色列政治的主导思想。以色列工党继续着这个传统，虽然在基布兹中最受欢迎的政党是梅雷兹党。社会主义锡安主义的主要机构是以色列總工會，它开始于1920年，通过提供破坏罢工者而打击巴勒斯坦工人罢工。到1970年代，它成為了以色列政府以外最大的以色列雇主。

### 自由派锡安主义
从1897年第一次锡安主义大会至第一次世界大战，自由派锡安主义（或一般锡安主义）最初是锡安主义运动中的主流趋势。自由派锡安主义者向自由派欧洲中产阶级看齐，这是许多锡安主义领袖如西奥多·赫茨尔和魏兹曼所向往的。自由派锡安主义虽然与现代以色列任何一个政党无关，但它仍然是以色列政治的强烈趋势，它倡导自由市场原则和民主，并坚持人权。前進黨是2000年代的主要党派，现在已经解散，它曾经向自由派锡安主义思想的许多基本政策看齐，极力主张巴勒斯坦国家建立的重要性，这样才可以在以色列建立一个更民主的社会，它肯定自由市场，呼吁以色列阿拉伯公民能享有平等权利。 2013年，Ari Shavit认为，当时新的“未來黨“（代表世俗的、中产阶级的利益）的成功体现了“新的自由派锡安主义”的成功。
德勒·泽格曼写道，自由派锡安主义者的传统立场——“这样的自由立场是基于社会正义、法治秩序、国家和宗教事务的多元化，以及外交政策和安全领域的温和与灵活性上”——仍然受到积极政党中某些重要圈子和潮流的青睐。
哲学家Carlo Strenger描述自由派锡安主义的现代版本（以支持他的“Knowledge-Nation Israel”的愿景）是植根于西奥多·赫茨尔和阿哈德·哈姆的本源意识形态中，与右派浪漫民族主义和超正统的Netzah Yisrael形成鲜明的对照。它的主要特征是关切民主价值观和人权，它自由地批评政府政策而没有指责其不忠，它拒绝在公共生活中带着过度的宗教影响。“自由派锡安主义拥抱犹太传统最真实的特征：愿意进行激烈的辩论；带着与davka相反的精神；拒绝屈服于威权主义。”自由派锡安主义者认为，“犹太人的历史表明，犹太人需要一个他们自己的民族国家，并且有权享这样的国家。但他们也认为这个国家必须是自由民主的，这意味着在独立于宗教、种族或性别的法律面前必须有严格的平等。”

### 修正派锡安主义
由泽维·贾鲍京斯基领导的修正派锡安主义，变成民族主义锡安主义（Nationalist Zionism）。其指导原则在一篇〈鐵壁〉 (1923)的文章中列举出来。1925年，贾鲍京斯基在巴黎一間咖啡館召開「修正錫安主義者聯盟會議」(Conference of the League of Zionist Revisionists)。1935年，因为世界锡安主义组织拒绝指出建立犹太国是锡安主义的目标，修正主义者离开了世界锡安主义组织。 
贾鲍京斯认为：
|  | 锡安主义是一个殖民事业，因此它的成败在于武装力量。重要的是去建设，重要的是说希伯来语，但不幸的是，更重要的是能够射击，否则就无法殖民。 |

他又写道：
|  | 尽管犹太人起源于东方，但他们在文化上、道德上和精神上都属于西方。贾鲍京斯所构思的锡安主义不是让犹太人回到他们的精神家园，而是将他们作为西方文明的分支移植到东方。这个世界观翻译成一个地缘战略的观念就是：锡安主义将永久地与欧洲殖民主义联盟，对抗地中海东部的所有阿拉伯人。 |

修正主义者主张在巴勒斯坦组建一支犹太军队，迫使阿拉伯人民接受大规模的犹太移民。 
修正派锡安主义的支持者在以色列发展出利库德集团，自1977年以来，它主宰了大多数政府。它倡导以色列保持控制包括东耶路撒冷在内的約旦河西岸地區，并在阿拉伯-以色列冲突上采取强硬措施。2005年，利库德集团在占领地上建立巴勒斯坦国的问题上出现分裂。这个党派成员主张和平谈判，他们帮助组建了Kadima党。

### 宗教锡安主义
宗教锡安主义是一种结合了锡安主义和严守教规的犹太教思想。在以色列国建立之前，宗教锡安主义者主要是严守教规的犹太人，他们支持锡安主义者在以色列土地建立犹太国。
在第三次中东战争和約旦河西岸地區（这个地区在犹太人中被称为犹地亚和撒玛利亚）被侵占之后，宗教锡安主义的右翼组成部分与民族主义的复国运动融合在一起，演变成新錫安主義。意识形态基於三个支柱：以色列的土地，以色列人和以色列的摩西五经。

### 绿色锡安主义
绿色锡安主义主要关注以色列环境。目前的綠色锡安主义政党，僅有绿色锡安主义联盟。

### 新锡安主义和后锡安主义
20世纪的最后25年，古典民族主义在以色列衰退。这导致了两个对抗运动的兴起：新锡安主义和后锡安主义。这两个运动标志着以色列版本的全球化现象：
- 全球化、市场社会和自由文化的出现
- 地方性的回击[71]

新锡安主义和后锡安主义者具有“古典”锡安主义的特征，但不同之处在于强化了锡安主义中已存在的直接对抗的特点。新锡安主义强调了锡安主义民族主义的弥赛亚和特殊维度，而后锡安主义则强调了其正常化和普遍主义的维度。后锡安主义认为，以色列应该放弃“犹太国家”这个概念，而是成为基於公民身份的国家，一个阿拉伯人和犹太人共同生活且皆享受某种形式自主权的双民族国家。

## 運動起因
犹太人返回故土的愿望已经成为当今全球犹太人的中心主题。在历经犹太人大起义失败、罗马帝国在公元70年对耶路撒冷的毁灭、以及公元135年的「巴尔科赫巴起义」失败之后，犹太人散居到了帝国的其他地方；即便是在希腊化时代，许多犹太人也自愿决定离开巴勒斯坦而移居到地中海盆地的其他地方。这些移居所造就的著名的人士中，包括亚历山大的斐洛。
如同赫斯在1862年的著作《羅馬與耶路撒冷：最後的民族問題》（Rome and Jerusalem: The Last National Question）所論，有些猶太思想家認為猶太人定居巴勒斯坦是一個民族問題。
发动现代犹太复国主义的一个关键事件，是1894年发生在法国的德雷福斯事件。犹太人被这起在他们认为是自由与启蒙的发源地的国家，所发生的反犹太主义事件，深深地震动了。这次事件的见证者，犹太裔奥地利人赫茨爾在1896年出版的一本叫做《犹太国》的小册子中，将事件描述成一个转折点：在德雷福斯事件以前，赫茨尔曾经是一个反犹太复国主义者，但在事件以后他变成了一个犹太复国主义的热烈追随者。然而，历史学家们一直没有重视赫茨尔的自述，转而指出推动现代犹太复国主义普及的主要因素，是煽动政治家卡尔·鲁埃格所持有的反犹太人主义观点的流行化。
1897年，赫茨尔在瑞士的巴塞尔召开了第一次锡安主义大会。这次大会成立了世界錫安主义者组织，通過了錫安主義的綱領性文件《巴塞爾計劃》，并推选赫茨尔为这个组织的第一任主席。

## 主張
虽然犹太复国主义是以犹太教为根据将犹太人与以色列地区联系在一起的，现代犹太复国主义运动本来是非宗教性质的，以自由錫安主義為主流，是对19世纪末叶在欧洲猖狂的反犹太主义的回應。它是犹太人对在东欧——主要是俄国——发生对犹太人大屠杀的一个反击。

## 巴勒斯坦的興起
1918年瓦解，巴勒斯坦不再受鄂圖曼帝國控制，猶太復國運動因而進入嶄新的局面。首先擴大在巴勒斯坦的猶太屯墾區，開始國家公共基礎建設和籌募建設基金，並且勸阻或迫使英國當局不可採取任何將導致巴勒斯坦地區成為阿拉伯人佔多數的行動。1920年代猶太人口穩定成長，猶太建制亦具國家雛形，擴展至沿海一帶，但同時促成巴勒斯坦阿拉伯民族主義的興起，抵制猶太人的移入。

## 錫安主義與以色列

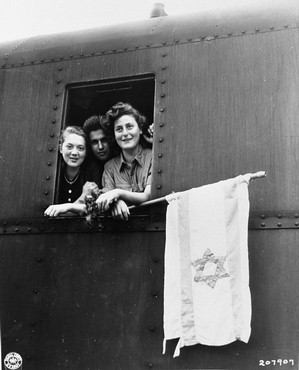
二战后从布痕瓦尔德集中营前往巴勒斯坦的三位犹太儿童

1947年英国宣布了他们从巴勒斯坦撤出的愿望，然后在同年的11月29日，联合国大会投票通过了一项将巴勒斯坦分割成一个阿拉伯国家和一个犹太国的议案（耶路撒冷成为国际领土）。在巴勒斯坦的阿拉伯人和犹太人之间马上爆发了内战。1948年5月14日巴勒斯坦的犹太人领导人宣布独立，从而建立了以色列国。这在犹太复国主义运动历史中标誌着一个重要的转折点，因为运动的主要目标已经达成了。许多犹太复国主义组织采用了新方针，而那三个军事组织也组合而成了以色列国防军。
在独立战争时期，大多数阿拉伯人口或是逃离了巴勒斯坦，或是被驱逐出境，所以犹太人在1948年停火线中的地区人口中占多数。直到1967年以前，这停火线变成了以色列实际上的边境。1950年以色列国会通过了「回歸法」，賦予所有犹太人移民到以色列的权利。这法令，和从欧洲来的犹太难民潮与之后的被阿拉伯国家驱逐出境的犹太人潮一起令以色列的人口变为犹太人占了绝大多数，随着新时期的到来，尤其是以巴和平协议的签订，阿拉伯人口比例急剧提高，再加上被迫迁移走的巴勒斯坦难民，以色列的人口慢慢多了其它種族。
以色列建國後，世界錫安主義大會於1951年通過了《耶路撒冷計劃》，以取代《巴塞爾計劃》作為錫安主義運動綱領之功能。目前耶路撒冷計劃最新版本為2004年修訂之「新耶路撒冷計劃」，內容如下：
錫安主義的基石為：
1. 猶太民族的團結、與歷史上故土的羈絆、以及以色列及其首都耶路撒冷作為該國生活之核心。
2. 從所有國家移入以色列，以及所有移民有效融入以色列社會。
3. 將以色列強化為一猶太的、錫安主義的及民主的國家，並將其形塑為一個帶有相互尊重多元猶太民族的，及根植於先知預言之獨特道德及精神特質的模範社會。致力於達成和平，並為構築更美好的世界做出貢獻。
4. 透過深化猶太、希伯來及錫安主義教育，確保猶太民族之未來及獨特性，強化精神及文化價值，並教導希伯來語為國語。
5. 培養相互的猶太責任，捍衛猶太人作為個人及民族的權利，代表猶太民族錫安主義利益，並為抵抗展現反猶太主義之活動而奮鬥。
6. 將國家設定為是錫安主義的具體表現。

## 非猶太人的支持
对犹太人返回以色列国的政治支持，早于犹太锡安主义正式作为一种政治运动。十九世纪将犹太人恢复国土回到圣地的倡导者，称为复国主义者或复原主义者（Restorationists）。犹太人返回圣地得到了维多利亚女王、拿破仑·波拿巴，英国国王爱德华七世、美国总统约翰·亚当斯、南非总理扬·史末资、捷克斯洛伐克总统托马斯·马萨里克、意大利的哲学家和历史学家贝内德托·克罗齐、红十字创始人和《日内瓦公约》的作者亨利·杜南、以及挪威的科学家和人道主义的弗里乔夫·南森等知名人物的支持。
法国政府M. Cambon部长正式承诺：“在以色列人民无数个世纪前离开的土地上恢复犹太国”。
在中国，包括孫中山在内的国民党政府高层人士，表示了对犹太民族渴望家园的同情。

### 國際支持
国际联盟的《1922年巴勒斯坦托管方案》和联合国的《1947年巴勒斯坦分治方案》均赞同錫安主義目标。后者是美国和苏联在冷战时期罕有意见一致的产物。

### 基督徒

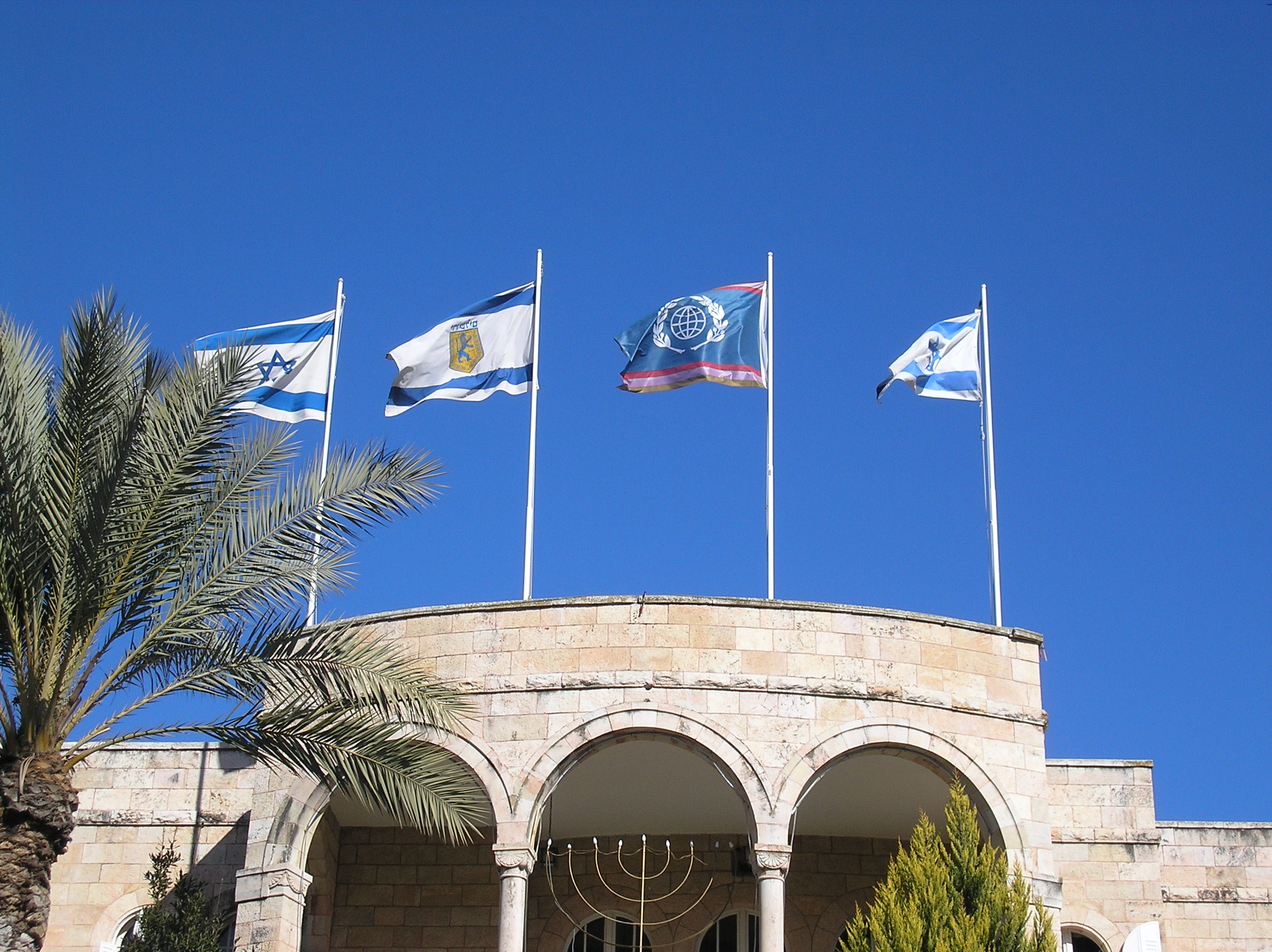
基督教锡安主义重要NGO，耶路撒冷“基督徒大使馆”，旨在支持以色列国。

一些基督徒在锡安主义兴起之前，也在积极支持犹太人返回巴勒斯坦。特拉维夫大学荣誉退休的历史教授阿尼塔·夏皮拉认为，19世纪40年代的福音派基督教复原主义者将“这一观念传到了犹太圈子中”。福音派基督教为了复国（Restorationism）而期待对英国进行政治游说，这在19世纪20年代普遍存在，并且在之前也非常普遍。清教徒也经常为犹太人返回祖国祷告。推崇犹太人返回祖国的圣经教义的主要新教徒有約翰·納爾遜·達秘。他的时代论被认为是提倡锡安主义，这是1840年他在日内瓦举行的11场关于教会、犹太人和外邦人的讲座后提出的观点。然而，其他诸如查爾斯·司布真、Horatius、Andrew Bonar、Robert Murray M'Chyene和JC Ryle都是一些有名的支持者，他们对于犹太人复归国土的祈祷有着非常重要的作用，但其皆非时代论者。支持锡安主义的观点受到许多福音派的欢迎，同时也影响到国际外交政策。
俄罗斯东正教思想家罗波斯坦斯基因为发表了多部反犹作品而出名，他在1911年坚持认为，人们应该帮助俄罗斯犹太人迁到巴勒斯坦，认为“他们之前的巴勒斯坦王国是适合他们的地方。”
有名的锡安主义的早期支持者，包括英国首相大衛·勞合·喬治和阿瑟·貝爾福、美国总统伍德罗·威尔逊和英国少将奥德·温盖特，后者支持锡安主义的活动，导致英国军队禁止他在巴勒斯坦服役。根据卡尔顿大学的查尔斯·默克利的观点，基督教锡安主义在1967年第三次中东战争之后得到了显著的加强，许多时代论者和非时代论者的福音派基督徒，特别是美国的基督徒，至今仍坚决支持锡安主义。
马丁·路德·金是以色列和锡安主义的强大支持者。人们曾错误地认为《致反錫安主義友人》是他的作品。
摩门教的创始人約瑟·斯密，在他生命的最后几年表示：“现在是犹太人回到以色列的时候了。”1842年，史密斯差遣摩门教的使徒奥森·海德到耶路撒冷，为将土地献给归来的犹太人而努力。
一些公开支持以色列的阿拉伯基督徒，包括美国作家Nonie Darwish和前穆斯林Magdi Allam（Viva Israele的作者），他们都出生在埃及。黎巴嫩出生的基督教美国记者和美国真理大会的创始人Brigitte Gabriel，敦促美国人“无畏地发言，以捍卫美国、以色列和西方文明”。

### 穆斯林
公开为锡安主义辩护的穆斯林包括伊斯兰教思想家、改革家、al-Gama'a al-Islamiyya（伊斯兰武装组织，被美国和欧洲联盟认为是恐怖组织）的前成员Tawfik Hamid博士；意大利伊斯兰群体文化研究所所长阿卜杜勒·哈迪·帕拉齐教授；和巴基斯坦-美国学者、记者和作家塔什比·沙耶德。
有时候，一些非阿拉伯穆斯林，如库尔德人和柏柏尔人也表示支持锡安主义。
在巴勒斯坦统治期间， Acre地区的穆斯林学者（’alim）、巴解組織创始人Ahmad Shukeiri的父亲As'ad Shukeiri拒绝了巴勒斯坦阿拉伯民族运动的价值观念，拒绝反锡安主义运动。他经常与锡安主义官员会面，并从英国统治开始后，是每个亲锡安主义的阿拉伯组织的一部分，他公开拒绝阿明·侯赛尼使用伊斯兰教来攻击锡安主义。
一些印度穆斯林也反对伊斯兰教的反锡安主义。 2007年8月，Maulana Jamil Ilyas率领的All India Organization of Imams and mosques代表团访问了以色列。这次会面达成了一项联合声明，表达了“印度穆斯林的和平与善意”，在印度穆斯林与以色列犹太人之间发展对话，反对以色列-巴勒斯坦冲突具有宗教性质的观点。这次访问是由American Jewish Committee组织的。其访问的目的是促进有关以色列在全世界穆斯林眼中的地位的有益辩论，并加强印度与以色列的关系。人们认为，这次访问可以“打开全世界的穆斯林的观念，了解以色列国家的民主性质，特别是在中东的穆斯林”。

### 印度教徒
以色列在1948年建国以后，印度国民大会党反对锡安主义。一些学者声称，这样做是为了在印度获得更多的穆斯林投票（当时穆斯林人数超过3000万）。然而，由同盟家族领导的保守印度民族主义者公开支持锡安主义，印度民族主义知识分子如维纳耶克·达莫德尔·萨瓦尔卡和西塔·拉姆·戈耶尔也作出了支持。锡安主义被视为一个民族解放运动，是将犹太人遣返到英国殖民统治下的属于他们的祖国中，这对许多印度民族主义者有吸引力，他们将独立于英国统治和印度分区视为一种对于长期被压迫的印度教徒的民族解放运动。
一项国际意见调查显示，印度是世界上最支持以色列的国家。在当前的时代中，印度的保守党派和组织往往支持锡安主义。这已经导致了反对锡安主义的部分印度左派攻击印度教性运动，指责印度教徒正在与“犹太说客”共谋。

## 反对
近年不少人反對錫安主義，認為錫安主義及以色列的建立，使一些居于當地的巴勒斯坦人失去家園，導致猶太人成為巴勒斯坦人的侵略者。
部分支持巴勒斯坦的反錫安主義團體，推動“抵制、撤资、制裁”行動，要求以色列終結對巴勒斯坦人的不人道政策。反錫安主義在2009年加沙戰爭結束後，在全世界普遍蔓延開來，並受到大部分西方國家的政府定性為反猶太主義。
犹太教極端正統派中的邊緣派團體「聖城守衛」認為建立以色列国是「對上帝的不敬」，因為等於干涉歷史進程，人為地加快彌賽亞降臨。

### 引用
1. ↑  M. F. Hammer "Jewish and Middle Eastern non-Jewish populations share a common pool of Y-chromosome biallelic haplotypes" （页面存档备份，存于）, Proceedings of the National Academy of Sciences of the United States of America
2. ↑  McKenzie, Steven F., King David, A Biography, Oxford University Press, 2000 （页面存档备份，存于） ISBN 0-19-513273-4
3. ↑  .   [2014-08-31]. （原始内容存档于2021-05-12）.
4. ↑  .   [2014-08-31]. （原始内容存档于2014-09-02）.
5. ↑    - Shafir, Gershon, Being Israeli: The Dynamics of Multiple Citizenship, Cambridge University Press, 2002, pp 37–38
  - Bareli, Avi, "Forgetting Europe: Perspectives on the Debate about Zionism and Colonialism", in Israeli Historical Revisionism: From Left to Right, Psychology Press, 2003, pp 99–116
  - Pappé Ilan, A History of Modern Palestine: One Land, Two Peoples, Cambridge University Press, 2006, pp 72–121
  - Prior, Michael, The Bible and colonialism: a moral critique, Continuum International Publishing Group, 1997, pp 106–215
  - Shafir, Gershon, "Zionism and Colonialism", in The Israel / Palestinian Question, by Ilan Pappe, Psychology Press, 1999, pp 72–85
  - Lustick, Ian, For the Land and the Lord …
  - Zuriek, Elia, The Palestinians in Israel: A Study in Internal Colonialism, Routledge & K. Paul, 1979
  - Penslar, Derek J., "Zionism, Colonialism and Postcolonialism", in Israeli Historical Revisionism: From Left to Right, Psychology Press, 2003, pp 85–98
  - Pappe, Ilan, The Ethnic Cleansing of Palestine, Oneworld, 2007
  - Masalha, Nur,  1, Zed Books: 16, 2007
  - Thomas, Baylis, , Lexington Books: 4, 2011
  - Prior, Michael, , Psychology Press: 240, 1999
6. ↑    - Zionism, imperialism, and race, Abdul Wahhab Kayyali, ʻAbd al-Wahhāb Kayyālī (Eds),	Croom Helm, 1979
  - Gerson, Allan, "The United Nations and Racism: the Case of Zionism and Racism", in Israel Yearbook on Human Rights 1987, Volume 17; Volume 1987, Yoram Dinstein, Mala Tabory  (Eds), Martinus Nijhoff Publishers, 1988, p 68
  - Hadawi, Sami, Bitter harvest: a modern history of Palestine, Interlink Books, 1991, p 183
  - Beker, Avi, Chosen: the history of an idea, the anatomy of an obsession, Macmillan, 2008, p 131, 139, 151
  - Dinstein, Yoram, Israel Yearbook on Human Rights 1987, Volume 17; Volume 1987, p 31, 136ge
  - Harkabi, Yehoshafat, Arab attitudes to Israel, pp 247–8
7. ↑  See for example: M. Shahid Alam (2010), Israeli Exceptionalism: The Destabilizing Logic of Zionism Paperback, or "Through the Looking Glass: The Myth of Israeli Exceptionalism" 的存檔，存档日期September 21, 2017，., Huffington Post
8. ↑  Nur Masalha. . Zed Books. 2007: 314  [February 19, 2016]. ISBN 978-1-84277-761-9. （原始内容存档于January 12, 2017）.
9. ↑  Ned Curthoys; Debjani Ganguly. . Academic Monographs. 2007: 315  [May 12, 2013]. ISBN 978-0-522-85357-5. （原始内容存档于January 12, 2017）.
10. ↑  Nādira Shalhūb Kīfūrkiyān. . Cambridge University Press. 2009: 9  [May 12, 2013]. ISBN 978-0-521-88222-4. （原始内容存档于May 2, 2014）.
11. ↑  Paul Scham; Walid Salem; Benjamin Pogrund. . Left Coast Press. 2005: 87–  [May 12, 2013]. ISBN 978-1-59874-013-4. （原始内容存档于January 7, 2014）.
12. ↑  De Lange, Nicholas. . Cambridge University Press. 2000: p. 30. ISBN 0-521-46624-5.
13. ↑  Hertzberg, Arthur. . Atheneum. 1959.
14. ↑  Herzl, Thedor. . The Universal Library. 1962.
15. 1 2  Herzl, Theodor (1896). "Palästina oder Argentinien?". Der Judenstaat (in German). sammlungen.ub.uni-frankfurt.de. p. 29 (31). Retrieved 27 May 2016，p.27（29）
16. ↑  Tessler, Mark A. (1994). A History of the Israeli–Palestinian Conflict （页面存档备份，存于）. Indiana University Press. Retrieved 2016-06-22. p55-56The suggestion that Uganda might be suitable for Jewish colonization was first put forward by Joseph Chamberlain, the British colonial secretary, who said that he had thought about Herzl during a recent visit to the interior of British East Africa. Herzl, who at that time had been discussing with the British a scheme for Jewish settlement in Sinai, responded positively to Chamberlain's proposal, in part because of a desire to deepen Zionist-British cooperaion and, more generally to show that his diplomatic efforts were capable of bearing fruit.
17. ↑  E. Schweid, "Rejection of the Diaspora in Zionist Thought", inEssential Papers on Zionism, ed. By Reinharz & Shapira, 1996,ISBN 0-8147-7449-0, p.133
18. ↑  Harris, J. (1998) The Israeli Declaration of IndependenceArchived June 7, 2011, at the Wayback Machine. The Journal of the Society for Textual Reasoning, Vol. 7
19. ↑  The Promised Land: A Biblical-Historical View （页面存档备份，存于）；Lifting the Veil: The True Faces of Muhammad & Islam （页面存档备份，存于）. the Quran affirms the Biblical narrative that assigned the Promised Land to the Twelve tribes of Israel on BOTH sides of the river Jordan
20. ↑  This is Jerusalem, Menashe Harel, Canaan Publishing, Jerusalem, 1977, pp. 194-195
21. ↑  Cohen, 1948
22. ↑   "Joseph Nasi" （页面存档备份，存于）, Jewish Virtual Library
23. ↑  . www.jewishencyclopedia.com.   [2017-12-09]. （原始内容存档于2007-08-15）.
24. ↑  "Church History" （页面存档备份，存于）, LDS Official website
25. ↑  Smith, C.D. . Bedford/St. Martin's. 2001: 1–12, 33–38. ISBN 0-312-20828-6.
26. ↑  . www.jewishencyclopedia.com.   [2017-12-09]. （原始内容存档于2003-09-08）.
27. ↑  Jewish Mag
28. ↑  . www.jewishvirtuallibrary.org.   [2017-12-09]. （原始内容存档于2016-03-04） （英语）.
29. ↑    Jerry Klinger. Major Noah: American Patriot, American Zionist (PDF). Jewish American Society for Historic Preservation. Retrieved 12 May 2015."Mordecai Noah and St. Paul's Cathedral: An American Proto-Zionist Solution to the "Jewish Problem"" （页面存档备份，存于）. Jewish American Society for Historic Preservation. Retrieved 12 May 2015.
30. ↑  Zionism & The British In Palestine Archived November 27, 2007, at the Wayback Machine., by Sethi, Arjun (University of Maryland) January 2007, accessed May 20, 2007.
31. ↑  Viorst, Milton. . 臺北: 光現. 2018: 8. ISBN 9789869576703.
32. ↑  Adam Rovner (12 December 2014). In the Shadow of Zion: Promised Lands Before Israel （页面存档备份，存于）. NYU Press. p. 45. ISBN 978-1-4798-1748-1.European Jews swayed and prayed for Zion for nearly two millennia, and by the end of the nineteenth century their descendants had transformed liturgical longing into a political movement to create a Jewish national entity somewhere in the world. Zionism'sprophet, Theodor Herzl, considered Argentina, Cyprus, Mesopotamia, Mozambique, and the Sinai Peninsula as potential Jewish homelands. It took nearly a decade for Zionism to exdusively concentrate its spiritual yearning on the spatial coordinates of Ottoman Palestine.
33. ↑  Aviv, Caryn S.; Shneer, David. . NY: NYU Press. 2005. ISBN 0814740170.
34. ↑  "New Jews: The End of the Jewish Diaspora - Caryn S. Aviv, David Shneer - ßĘČ Google" （页面存档备份，存于）. Books.google.jo. Retrieved2016-01-22.
35. ↑  "Israeli Identity: In Search of a Successor to the Pioneer, Tsabar and Settler - Lilly Weissbrod - Google Books" （页面存档备份，存于）. Books.google.jo. 2014-05-22. Retrieved 2016-01-22.
36. ↑  Naomi E. Pasachoff; Robert J. Littman (2005). A Concise History of the Jewish People. Rowman & Littlefield. pp. 240–242. ISBN 978-0-7425-4366-9.
37. ↑   Naomi E. Pasachoff; Robert J. Littman (2005). A Concise History of the Jewish People. Rowman & Littlefield. pp. 240–242. ISBN 978-0-7425-4366-9.Adam Rovner (12 December 2014). In the Shadow of Zion: Promised Lands Before Israel （页面存档备份，存于）. NYU Press. p. 81. ISBN 978-1-4798-1748-1. On the afternoon of the fourth day of the Congress a weary Nordau brought three resolutions before the delegates: (1) that the Zionist Organization direct all future settlement efforts solely to Palestine; (2) that the Zionist Organization thank the British government for its other of an autonomous territory in East Africa; and (3) that only those Jews who declare their allegiance to the Basel Program may become members of the Zionist Organization." Zangwill objected… When Nordau insisted on the Congress’s right to pass the resolutions regardless, Zangwill was outraged. “You will be charged before the bar of history,” he challenged Nordau… From approximately 1:30 p.m. on Sunday, July 30, 1905, a Zionist would henceforth he defined as someone who adhered to the Basel Program and the only “authentic interpretation” of that program restricted settlement activity exclusively to Palestine. Zangwill and his supporters could not accept Nordau’s “authentic interpretation" which they believed would lead to an abandonment of the Jewish masses and of Herzl’s vision. One territorialist claimed that Ussishkin’s voting bloc had in fact “buried political Zionism”.
38. ↑  Adam Rovner (12 December 2014). In the Shadow of Zion: Promised Lands Before Israel （页面存档备份，存于）. NYU Press. p. 81. ISBN 978-1-4798-1748-1. On the afternoon of the fourth day of the Congress a weary Nordau brought three resolutions before the delegates: (1) that the Zionist Organization direct all future settlement efforts solely to Palestine; (2) that the Zionist Organization thank the British government for its other of an autonomous territory in East Africa; and (3) that only those Jews who declare their allegiance to the Basel Program may become members of the Zionist Organization." Zangwill objected… When Nordau insisted on the Congress’s right to pass the resolutions regardless, Zangwill was outraged. “You will be charged before the bar of history,” he challenged Nordau… From approximately 1:30 p.m. on Sunday, July 30, 1905, a Zionist would henceforth he defined as someone who adhered to the Basel Program and the only “authentic interpretation” of that program restricted settlement activity exclusively to Palestine. Zangwill and his supporters could not accept Nordau’s “authentic interpretation" which they believed would lead to an abandonment of the Jewish masses and of Herzl’s vision. One territorialist claimed that Ussishkin’s voting bloc had in fact “buried political Zionism”.
39. ↑  Naomi E. Pasachoff; Robert J. Littman (2005). A Concise History of the Jewish People （页面存档备份，存于）. Rowman & Littlefield. pp. 240–242. ISBN 978-0-7425-4366-9.https://books.google.jo/books?id=OLxnCgAAQBAJ&pg=PA97&dq=uganda+zionist+maasai+lions&hl=en&sa=X&ved=0ahUKEwjy1L6Pur7KAhUG83IKHbwhCnkQ6AEIITAB#v=onepage&q=uganda%20zionist%20maasai%20lions&f=false；"The Jew in the Modern World: A Documentary History - Paul R. Mendes-Flohr, Jehuda Reinharz - Google Books" （页面存档备份，存于）. Books.google.jo. Retrieved 2016-01-22.
40. ↑  Ėstraĭkh, G. In Harness: Yiddish Writers' Romance with Communism. Judaic traditions in literature, music, and art.Syracuse, New York: Syracuse University Press, 2005. p. 30
41. ↑  "Behind Communism - Frank L. Britton - Google Books" （页面存档备份，存于）. Books.google.jo. 1934-05-07. Retrieved 2016-01-22.
42. ↑  Yapp, M.E. (1987-09-01). The Making of the Modern Near East 1792-1923. Harlow, England: Longman. p. 290. ISBN 978-0-582-49380-3.
43. ↑  .   [2017-03-30]. （原始内容存档于2017-11-13）.
44. ↑  "Arab discontent" （页面存档备份，存于）. BBC. Retrieved 17 April 2012.
45. ↑  Johnson, Paul (May 1998). The Miracle. Commentary. 105. pp. 21–28.
46. ↑  Anglo-American Committee of Inquiry - Preface （页面存档备份，存于）. Yale Law School.
47. ↑  United Nations Special Committee on Palestine; report to the General Assembly, A/364, September 3, 1947
48. ↑  Three minutes, 2000 years （页面存档备份，存于） on YouTube, Video from the Jewish Agency for Israel
49. ↑  General Progress Report and Supplementary Report of the United Nations Conciliation Commission for Palestine, Covering the period from December 11, 1949 to October 23, 1950 ArchivedMay 20, 2014, at the Wayback Machine., (doc.nr. A/1367/Rev.1); October 23, 1950
50. ↑  Kodmani-Darwish, p. 126; Féron, Féron, p. 94；"United Nations Relief and Works Agency for Palestine Refugees in the Near East" （页面存档备份，存于）. UNRWA. 2015-01-07. Retrieved 2016-01-22.
51. ↑  Ian Black (November 26, 2010). "Memories and maps keep alive Palestinian hopes of return" （页面存档备份，存于）. The Guardian. London；Shavit, Ari. Survival of the Fittest? An Interview with Benny Morris （页面存档备份，存于）. Logos. Winter 2004
52. ↑  The expulsion of the Palestinians re-examined (Le Monde Diplomatique, English version, December 1997) （页面存档备份，存于）
Were they expelled? by Pappé, Ilan (Zochrot) （页面存档备份，存于）

"the important point is a growing consensus among Israeli and Palestinian historians about the Israeli expulsion of the Palestinians in 1948 (expulsion and the destruction of villages and towns)" (...) "The gist of the common ground is a consensus between the 'new historians' in Israel and many Palestinian historians that Israel bore the main responsibility for the making of the problem."
53. ↑  Karsh, Efraim (June 1996). "Rewriting Israel's History" （页面存档备份，存于）. The Middle East Quarterly. Retrieved 2014-08-10. cf. Teveth, Shabtai (April 1990). "The Palestine Arab Refugee Problem and Its Origins". Middle Eastern Studies. Retrieved2014-08-10.
54. ↑  Hacohen 1991, p. 262 #2:"In meetings with foreign officials at the end of 1944 and during 1945, Ben-Gurion cited the plan to enable one million refugees to enter Palestine immediately as the primary goal and top priority of the Zionist movement.
55. ↑  Hakohen 2003, p. 46: "After independence, the government presented the Knesset with a plan to double the Jewish population within four years. This meant bringing in 600,000 immigrants in a four-year period. or 150,000 per year. Absorbing 150,000 newcomers annually under the trying conditions facing the new state was a heavy burden indeed. Opponents in the Jewish Agency and the government of mass immigration argued that there was no justification for organizing large-scale emigration among Jews whose lives were not in danger, particularly when the desire and motivation were not their own."
56. ↑  Hakohen 2003, p. 246–247: "Both the immigrants' dependence and the circumstances of their arrival shaped the attitude of the host society. The great wave of immigration in 1948 did not occur spontaneously: it was the result of a clear-cut foreign policy decision that taxed the country financially and necessitated a major organizational effort. Many absorption activists, Jewish Agency executives, and government officials opposed unlimited, nonselective immigration; they favored a gradual process geared to the country's absorptive capacity. Throughout this period, two charges resurfaced at every public debate: one, that the absorption process caused undue hardship; two, that Israel's immigration policy was misguided."
57. ↑  Hakohen 2003, p. 47: "But as head of the government, entrusted with choosing the cabinet and steering its activities, Ben-Gurion had tremendous power over the country's social development. His prestige soared to new heights after the founding of the state and the impressive victory of the IDF in the War of Independence. As prime minister and minister of defense in Israel's first administration, as well as the uncontested leader of the country's largest political party, his opinions carried enormous weight. Thus, despite resistance from some of his cabinet members, he remained unﬂagging in his enthusiasm for unrestricted mass immigration and resolved to put this policy into effect."
58. ↑  Hakohen 2003, p. 247: "On several occasions, resolutions were passed to limit immigration from European and Arab countries alike. However, these limits were never put into practice, mainly due to the opposition of Ben-Gurion. As a driving force in the emergency of the state, Ben-Gurion—both prime minister and minister of defense—carried enormous weight with his veto. His insistence on the right of every Jew to immigrate proved victorious. He would not allow himself to be swayed by ﬁnancial or other considerations. It was he who orchestrated the large-scale action that enabled the Jews to leave Eastern Europe and Islamic countries, and it was he who effectively forged Israel's foreign policy. Through a series of clandestine activities carried out overseas by the Foreign Office, the Jewish Agency, the Mossad le-Aliyah, and the Joint Distribution Committee, the road was paved for mass immigration."
59. ↑  Gilbert, Israel: A History (London 1997), pp.594–607
60. ↑  . （原始内容存档于2021-05-12）.
61. ↑  Guy Mundlak. Fading Corporatism: Israel's Labor Law and Industrial Relations in Transition （页面存档备份，存于）. Cornell University Press. p. 44. ISBN 978-0-8014-4600-9. Retrieved May 2015.
62. ↑  Ari Shavit, The dramatic headline of this election: Israel is not right wing （页面存档备份，存于） Haaretz (January 24, 2013)
63. ↑  Dror Zeigerman (2013). A Liberal Upheaval: From the General Zionists to the Liberal Party (pre-book dissertation) 的存檔，存档日期2015-04-02. (PDF). Friedrich Naumann Foundation for Liberty.
64. ↑   Carlo Strenger, Liberal Zionism （页面存档备份，存于） Haaretz (May 26, 2010)； Carlo Strenger, Knowledge-Nation Israel: A New Unifying Vision （页面存档备份，存于）, Azure Winter 2010, No. 39, pp. 35-57
65. ↑   Carlo Strenger, Israel today: a society without a center （页面存档备份，存于）Haaretz (March 7, 2015)
66. ↑  . : 178.
67. ↑   Lenni Brenner, The Iron Wall: Zionist Revisionism from Jabotinsky to Shamir, Zed Books 1984, pp.74–75.
68. ↑  Benjamin Beit-Hallahmi, Original Sins: Reflections on the History of Zionism and Israel, Olive Branch Press, 1993 p.103.
69. ↑  .   [2017-03-30]. （原始内容存档于2017-10-07）.
70. ↑  Adriana Kemp, Israelis in Conflict: Hegemonies, Identities and Challenges, Sussex Academic Press, 2004, pp.314–315.
71. ↑  Uri Ram, The Future of the Past in Israel — A Sociology of Knowledge Approach, in Benny Morris, Making Israel, p.224.
72. ↑  Steve Chan, Anita Shapira, Derek Jonathan, Israeli Historical Revisionism: from left to right, Routledge, 2002, p.58.
73. ↑  .   [2006-04-29]. （原始内容存档于2006-04-19）.
74. ↑  See the section "Becomes Leader of the Zionists" in the entry for Theodor Herzl, and the discussion section of the Dreyfus Affair for more detail.
75. ↑  . American Zionist Movement. （原始内容存档于2016-03-04） （英语）.
76. ↑  .   [2017-03-30]. （原始内容存档于2015-09-24）.
77. ↑  Goldstein, Jonathan (1999), "The Republic of China and Israel", in Goldstein, Jonathan, China and Israel, 1948–1998: A Fifty Year Retrospective, Westport, Conn. and London: Praeger, pp. 1–39
78. ↑  Shapira, Anita (2014). Israel a history. London: Weidenfeld and Nicolson. p. 15. ISBN 9780297871583.
79. ↑  Lewis, Donald (2 January 2014). The Origins of Christian Zionism: Lord Shaftesbury And Evangelical Support For A Jewish Homeland. Cambridge: Cambridge University Press. p. 380.ISBN 9781107631960.
80. ↑  Murray, Iain (October 2014). the Puritan Hope. Edinburgh: Banner of Truth. p. 326. ISBN 9781848714786. "The Puritan Hope and Jewish Evangelism". Herald Magazine, Christian Witness to Israel. 2015. Archived from the original on 2016-06-29. Retrieved 2016-06-29. "John MacArthur, Israel, Calvinism, and Postmillennialism". American Vision. 2007-07-03. Archived from the original on 2016-06-29. Retrieved 2016-06-29.
81. ↑  Sizer, Stephen (Dec 2005). Christian Zionism: Road-map to Armageddon?. Nottingham: IVP. p. 298. ISBN 9780830853687.
82. ↑  Sermon preached in June 1864 to the British Society for the Propagation of the Gospel among the Jews
83. ↑  'The Jew', July 1870, The Quarterly Journal of Prophecy
84. ↑  Sermon preached 17th November 1839, after returning from a “Mission of Inquiry into the State of the Jewish People”
85. ↑  Sermon preached June 1864 to London Society for promoting Christianity among the Jews
86. ↑  Herman Bernstein (August 27, 1911). "Ritual murder libel encouraged by Russian court" （页面存档备份，存于）. New York Times. Russia would make any sacrifice to help the Jews settle in Palestine and form an autonomous state of their own
87. ↑  Sundquist, Eric J. (2005). Strangers in the land: Blacks, Jews, post-Holocaust America. Cambridge, MA: Harvard University Press, p. 110.
88. ↑  "Orson Hyde and Israel's Restoration" 的存檔，存档日期2010-07-07.. Signaturebookslibrary.org. Retrieved June 3, 2010
89. ↑  ISBN 978-88-04-56777-6
90. ↑  anonymous. "Mission/Vision". American Congress for Truth. Archived from the original on March 24, 2008. RetrievedApril 17, 2008.
91. ↑  Dr. Tawfik Hamid's Official Website- Part of the Potomac Institute of Policy Studies" （页面存档备份，存于）. Tawfikhamid.com. RetrievedJune 3, 2010.
92. ↑  （页面存档备份，存于） (PDF). Archived from the original (PDF) on 2009-12-03.
93. ↑  FPM Article" 的存檔，存档日期2008-10-25.. Frontpagemag.com. Retrieved June 3, 2010.
94. ↑  Neuwirth, Rachel (June 24, 2007). "Tashbih Sayyed ― A Fearless Muslim Zionist" （页面存档备份，存于）. Islam Watch. Retrieved June 3, 2010.
95. ↑  "Islam, Islam, Laïcité, and Amazigh Activism in France and North Africa" (2004 paper), Paul A. Silverstein, Department of Anthropology, Reed College. Why not a Kurdish-Israeli Alliance? (Iran Press Service); anonymous (February 26, 2009). "Berbers, Where Do You Stand on Palestine?".MEMRI. Retrieved March 5, 2009.
96. ↑  Encyclopedia of the Modern Middle East, Volume 4, Reeva S. Simon, Philip Mattar, Richard W. Bulliet. Macmillan Reference USA, 1996. p. 1661
97. ↑  Army of Shadows: Palestinian Collaboration with Zionism, 1917–1948. By Hillel Cohen. University of California Press, 2009. p. 84
98. ↑  American Jewish group takes Indian Muslims to Israel | Indian Muslims 的存檔，存档日期2009-04-30.
99. ↑  .   [2017-03-30]. （原始内容存档于2017-10-30）.
100. ↑  INDIA — ISRAEL RELATIONS: THE IMPERATIVES FOR ENHANCED STRATEGIC COOPERATION — Subhash Kapila Archived February 11, 2010, at the Wayback Machine. — South Asia Analysis Group
101. 1 2  Hindu Pro-Zionism and Philo-Semitism" （页面存档备份，存于）. Scribd. December 30, 2008. Retrieved June 3, 2010.
102. ↑  ynet article
103. ↑  "RSS slams Left for opposing Sharon's visit: Rediff.com India News" （页面存档备份，存于）. Us.rediff.com. September 10, 2003. Retrieved June 3,2010.
104. ↑  G h a d a r . 2 0 0 4" （页面存档备份，存于）. Ghadar.insaf.net. Retrieved June 3,2010.

## 外部連結
- New Age Zionism: Holding On as the World Turns — Arthur Hertzberg的文章，1998年1月1日
- Encyclopedia article on Zionism ca 1905 （页面存档备份，存于）
- "Zionism" — from the Jewish Virtual Library
- "Centenary of Zionism" from the Israeli Ministry of Foreign Affairs （页面存档备份，存于）
- The Jewish Agency for Israel — The Department for Zionist Education
- Home page of the Ameinu Progressive Zionist Movement （页面存档备份，存于）
- Homepage of the "American Zionist Movement" （页面存档备份，存于）
- Homepage of the Zionist Organization of America （页面存档备份，存于）
- Homepage of the World Zionist Organization
- Zionism on the Web （页面存档备份，存于）
- "A Historical Look at Religious Zionism" by Dan Michman （页面存档备份，存于）
- A history of Zionism and the creation of Israel （页面存档备份，存于）
- Definition and early history of Zionism  （页面存档备份，存于）
- Zionism: Historical Source Documents and texts （页面存档备份，存于）
- Zionism and Israel Information Center - History, biographies, maps, photos, news and views about Zionism and anti-Zionism （页面存档备份，存于）

### 猶太教各派對錫安主義的看法
- Association of Reform Zionists of America （页面存档备份，存于）
- A Statement of Principles for Reform Judaism — 1999 — Central Conference of American Rabbis (Reform)
- Women of Reform Judaism resolution: Reform Judaism and Zionism
- MERCAZ USA (Zionist membership organization of the Conservative Movement) （页面存档备份，存于）
- Salvational Zionism and Religious Naturalism in the Thought of Mordecai M. Kaplan (Explains the Zionist thought of the founder of Reconstructionist Judaism)
- Modern Orthodox Zionism （页面存档备份，存于）